# 迈阿密国际赛道
迈阿密国际赛道（英語：Miami International Autodrome）是目前使用中的街道賽道，在美国迈阿密加登斯硬石体育场旁邊建造。賽道長5.410公里（3.361英里）和19個彎道，一級方程式賽車的平均時速達到222公里/小時（138英里/小時）。這條賽道是專門為邁阿密大獎賽而設計，第一次使用在2022年世界一级方程式锦标赛的賽程上。

## 歷史
賽道早在2019年10月就已經提出，並在賽際位置進行了初步設計，考慮了多達75個賽道設計，並模擬測試了36個賽道。 硬石体育场的持有人史蒂芬·羅斯在最初的設計公佈前，就一直試圖吸引一级方程式赛车來到迈阿密。 主辦方原則上同意由2021年開始舉辦比賽，但不斷遭到推遲。 最初迈阿密花園的委員曾投票反對該賽道的創作，但在2021年4月14日被推翻。 